# Nils Frössling
Karl Gustav Nils Frössling, född 4 augusti 1913 i Frustuna församling, Södermanlands län, död 18 juli 1986, var en svensk fysiker.
Frössling, som var son till förste stationsskrivare Carl-Henning Frössling och Gerda Jönsson, avlade studentexamen i Lund 1931, blev filosofie magister 1933, filosofie licentiat 1937, filosofie doktor i Lund 1958 och docent i värme- och strömningslära vid Kungliga Tekniska högskolan 1958. Han var lärare vid Kungliga Tekniska högskolan 1938–1959, speciallärare vid Farmaceutiska institutet 1950–1955, lärare vid Krigshögskolan 1954–1959 och professor i tillämpad termodynamik och strömningslära vid Chalmers tekniska högskola 1959–1980. Han författade bland annat doktorsavhandlingen Theoretical and Experimental Investigations on Mass and Heat Transfer at Bodies in Steady Flow (1958).